# Lukáš Jánošík
Lukáš Jánošík (sinh 5 tháng 3 năm 1994) là một cầu thủ bóng đá Slovakia thi đấu cho MŠK Žilina ở vị trí tiền vệ cánh.

## Sự nghiệp câu lạc bộ

### MŠK Žilina
Anh ra mắt tại Fortuna Liga cho MŠK Žilina trước MFK Ružomberok ngày 7 tháng 11 năm 2015.

## Danh hiệu

### MŠK Žilina
- Fortuna Liga: Vô địch: 2016-17